# Проблема національної ідентифікації у Молдові

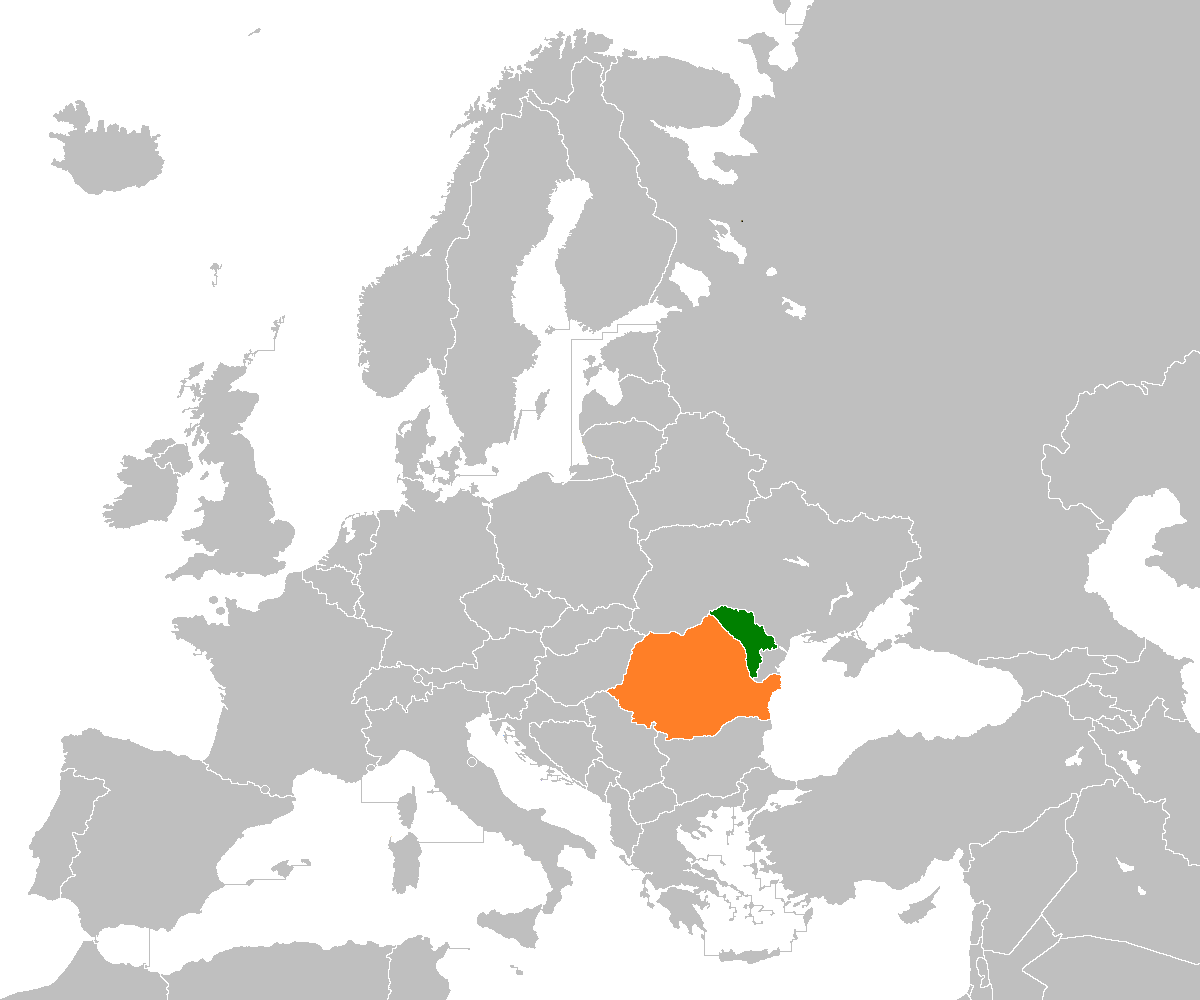
Карта Європи із зображенням Республіки Молдова (зелений) та Румунії (помаранчевий).

Існують суперечки щодо національної самосвідомости та назви рідної мови основної етнічної групи в Республіці Молдова. Частіше обговорюється питання, чи є молдовани підгрупою румунів чи окремою етнічною групою. Існує лише одностайна думка щодо спільної румунської мови, однак тривають суперечки щодо використання терміна «молдовська мова» в певних політичних контекстах, особливо серед молдовеністів та проросійських сил.
Декларація незалежности Республіки Молдова від 1991 року називає офіційну мову «румунською», а першим гімном, прийнятим незалежною Молдовою, був «Deșteaptă-te, române» («Прокинься, румуне!»), так само, як і гімн Румунії. Віддзеркалюючи політичну еволюцію в країні, Конституція Республіки Молдова називала офіційною мовою «молдовську» (у 1994—2023 роках), та визначила гімн «Limba noastră» («Наша мова», без жодного явного посилання на її назву). Більше того, у 2003 році несудовий політичний документ під назвою «Концепція національної політики Республіки Молдова», прийнятий тодішнім парламентом, де домінували комуністи, прямо визначає румунів як етнічну меншість у Молдові.
Офіційно санкціоноване розмежування між молдованами та румунами було піддано критиці деякими представниками наукового співтовариства в Молдові, і воно викликало протести з боку певних верств населення, особливо інтелігенції та студентів, у свою чергу, натхненних кількома політичними силами. Крім того, проблема напружила дипломатичні відносини Республікою Молдова з сусідньою Румунією.
За деякою інформацією, кожен четвертий громадянин Республіки Молдова має паспорт Румунії (за оцінкою січня 2021 року населення Молдови без Придністров'я становить 2,597,100 осіб) — з 2000 по 2020 роки в Румунії було прийнято 786 546 заяв громадян Республіки Молдова про громадянство, і з них було задоволено 642 149 заяв.

## Опитування
Опитування, опубліковане у 2002 році норвезькою академічною групою під керівництвом Пола Колсто, показало, що етнічна самоідентифікація як виключно румунська в Молдові була дуже низькою; лише 12 із 762 осіб ідентифікувалися як румуни. (Група не опитувала жодного жителя Придністров'я.) На питання, чи відрізняються етнічні молдовани від етнічних румунів, 26 % самопроголошених молдован сказали «дуже різні», 55 % «дещо інші», і лише 5 % не помітили різниця. Натомість, на запитання про різницю між молдовською та румунською мовами 53,5 % не бачили різниці, 33,3 % вважали їх «дещо різними», а 11 % не знали. Колсто та ін. зробив висновок, що «ким би не вважало себе румунськомовне населення Молдови в міжвоєнний період, переважна більшість з них тепер усвідомила молдовську етнічну ідентичність», тобто було встановлено, що в міжвоєнний період багато румун асимілювалися серед молдовського населення. Однак вони відзначили, що ця ідентичність «слабо пов'язана» з мовою.
Опитування, проведене в Молдові IMAS-Inc Chişinău у жовтні 2009 року, дало дещо детальну картину сприйняття ідентичности всередині країни. Учасникам було запропоновано оцінити зв'язок між ідентичністю молдован та румунів за шкалою від 1 (повністю те саме) до 5 (повністю різне). Опитування показує, що 26 % всіх опитаних, які включають усі етнічні групи, стверджують, що дві ідентичності однакові або дуже схожі, тоді як 47 % стверджують, що вони різні або зовсім різні. Результати суттєво відрізняються між різними категоріями досліджуваних. Наприклад, 33 % молодих респондентів (віком 18–29 років) обрали те саме або дуже схоже, а 44 % — різні або дуже різні. Серед респондентів старшого віку (віком понад 60 років) відповідні показники становили 18,5 % та 53 %. Одне з найбільших відхилень від середнього по країні було серед жителів столиці Кишинева, для яких показники становили 42 % і 44 %. Опитування також показує, що порівняно із середнім показником по країні (25 %) люди частіше сприймають дві ідентичності як однакові або дуже схожі, якщо вони молоді (33 %), є носіями румунської мови (30 %), мають вищу освіту (36 %) або проживають у містах (30 %), особливо в столиці (42 %). Тобто, на відповіді значну роль мав вік, місце проживання та рівень освіти опитуваних (молодь, міські жителі та люди з вищою освітою значно частіше не виділяла різниці).

## Румунія
У Румунії жителів Республіки Молдова в розмовній мові називають «бессарабами» (basarabeni) (за назвою Бессарабського регіону), щоб відрізнити їх від жителів західної Молдови, які також зазвичай називають себе (або називаються жителями інших румунських регіонів) як «молдовани» (moldoveni), але декларують румунську національність.

## Мовне питання
Конституція 1994 року називала офіційною мовою «молдовську», тоді як Декларація незалежности Молдови 1991 року називала її «румунською». У національній шкільній програмі на 2012—2013 роки перераховані предмети «Limba și literatura română» (румунська мова та література) та «Istoria română și universală» (буквально «Історія румунів та всесвітня»). Румунська мова була назвою предмета, який викладали в школах після проголошення незалежности Молдови. Станом на 2013 рік уряд Молдови перераховує «румунську» як один із мовних варіантів. Також у грудні 2013 року Конституційний суд Молдови постановив, що Декларація незалежности має перевагу над Конституцією, а державна мова має називатися «румунською».
По суті, немає розбіжностей щодо того, що стандартна форма офіційної мови в Молдові ідентична стандартній румунській; розмовна мова Молдови, незважаючи на невеликі регіональні відмінності, цілком зрозуміла носіям з Румунії і навпаки. Невеликі відмінності полягають у вимові та виборі лексики. Наприклад, у Республіці Молдова та румунській частині Молдови капуста, сівалка та кавун є відповідно «curechi», «sfredel» і «harbuz», але їх синоніми «varză», «burghiu» і «pepene» більш поширені у Волощині.
Ті, хто хоче уникнути лінгвістичних суперечок, іноді використовують клаузулу «limba de stat» (державна мова). Фактично, молдовська мова є молдовським діалектом румунської з несуттєвими регіональними відмінностями.
2 березня 2023 року парламент Молдови проголосував за заміну в законодавстві Молдови словосполучень «молдовська мова», «державна мова» та «офіційна мова» на словосполучення «румунська мова». Зміна була представлена не як конституційна, а лише технічна, оскільки вона мала б виконати рішення Конституційного суду Молдови від 2013 року. Ця зміна була підтримана правлячою Партією «Дія і Солідарність» та зустріла рішучу опозицію з боку Блоку комуністів і соціалістів. Академія наук Молдови також підтримала це рішення.

## Подвійне громадянство
У 2001 році ЄС тиснув на Румунію, щоб вона вимагала закордонних паспортів для всіх молдовських мандрівників. Відразу після цього значна кількість молдован почала подавати документи на румунське громадянство. Неофіційні дані 2001 року свідчать про те, що вже близько 200 000 молдован також мали румунське громадянство, незважаючи на те, що подвійне громадянство в той час було офіційно незаконним у Молдові. Через велику кількість заяв румунське посольство ввело мораторій у 2002 році. Подвійне громадянство стало питанням виборів під час місцевих виборів 2003 року в Молдові. У листопаді того ж року молдовський парламент ухвалив закон, який дозволяв подвійне громадянство; це стосувалося інших країн, крім Румунії, зокрема Росії та України.
У вересні 2007 року Румунія відновила свою політику надання (або, як вона каже, відновлення) румунського громадянства молдованам, які цього просили. У відповідь очолюваний комуністами парламент Молдови ухвалив (у жовтні 2007 року) закон, який забороняє обіймати державні посади всім, хто має подвійне громадянство або проживає за кордоном. До 2007 року близько 120 000 громадян Молдови отримали румунське громадянство. У 2009 році Румунія надала на 36 000 громадян більше і очікує збільшити їх до 10 000 на місяць. Президент Румунії Траян Бесеску стверджував, що ще понад 1 мільйон подали запити про це, і дехто вважає цю високу кількість результатом цієї суперечки про ідентичність. Комуністичний уряд (2001—2009), явний прихильник окремої молдовської етнічної групи, вважав множинне громадянство загрозою для молдовської державности.
Закон Молдови, що обмежує політичні права осіб, які мають подвійне громадянство, був оскаржений до Європейського суду з прав людини у справі Танасе проти Молдови. 27 квітня 2010 року Велика палата ЄВКПЛ вирішила, що заборона є «непропорційною меті уряду щодо забезпечення лояльности» державних службовців і членів парламенту.
Один із заявників, опитаний Der Spiegel, сказав: «Я хочу поїхати далі на Захід з цим паспортом. Мене не хвилює Румунія». EU Observer написав, що «багато молдован вважають румунський паспорт ключем до ЄС», за словами Мар'яна Германа, прокуратури Бухареста, чия канцелярія розслідувала мережу зловмисників і бюрократів, які прискорювали подання заяв на громадянство за гроші. «Всі це знають», — сказав він. «Вони просять румунське громадянство лише тому, що це дає їм свободу подорожувати та працювати в межах ЄС». Посадовець Національного управління громадянства, NCA, в Бухаресті, на умовах анонімности, підтвердив, що молдовани не проявляли малого інтересу до отримання румунського громадянства до 2007 року".
Згідно з дослідженням 2012 року, проведеним Фондом Сороса, з 1991 по 15 серпня 2011 року рівно 226 507 жителів Молдови отримали румунське громадянство. Оновлене дослідження з того ж джерела показало, що з моменту прийняття закону про громадянство в 1991 році до кінця 2012 року кількість успішних заяв з Молдови становила 323 049. Фактична кількість осіб, які отримали громадянство в цих заявах, залишається незрозумілою, оскільки кожна заява може включати неповнолітніх, залежно від подачі дорослих. За оцінками, кількість людей становить близько 400 тис.
Проте за деякою інформацією станом на травень 2021 року, кожен четвертий громадянин Республіки Молдова має паспорт Румунії — з 2000 по 2020 роки в Румунії було прийнято 786 546 заяв громадян Республіки Молдова про громадянство, і з них було задоволено 642 149 заяв. За даними Нацбюро статистики, населення Республіки становить майже 2,6 мільйони осіб без Автономного територіального утворення з особливим правовим статусом Придністров'я. Бухарест же довгий час відмовлявся надати офіційному Кишиневу число громадян Молдови, які звернулися за спрощеною процедурою за румунським громадянством.

## Політичні позиції
Основні політичні сили Молдови мають різні думки щодо ідентичности молдован. Ця суперечність виражається в їхньому ставленні до національної історії, яку слід викладати в школах. Такі сили, як Ліберальна партія (ЛП), Ліберально-демократична партія (ЛДПМ) та Альянс «Наша Молдова» (АМН) підтримують викладання історії румунів. Інші, такі як Демократична партія (ДП) і Партія комуністів (ПКРМ), підтримують історію Республіки Молдова.

### Молдовенізм
Радянські спроби, які почалися після 1924 року та були повністю реалізовані після 1940 року, сильно підкреслити місцеву молдовську ідентичність та перетворити її в окрему етнічність, а також її повторення в політиці Молдови після здобуття незалежности, особливо під час комуністичного уряду (2001—2009), часто називають молдовеністами. Позиція молдовенців спростовує нібито румуно-молдовську етнічну ідентичність, а також іноді існування спільної мови. Американський історик Джеймс Стюарт Олсон у своїй книзі «Етноісторичний словник Російської та Радянської імперій» вважає, що молдовани та румуни настільки тісно пов'язані з румунською мовою, етнічністю та історичним розвитком, що їх можна вважати одним і тим же народом.
Оскільки «молдовська мова» широко вважається просто політичним терміном, який використовується для позначення румунської мови, прихильників окремої мови часто вважають антинауковими та політичними. Типовим прикладом є молдовсько-румунський словник.

### Президенти Молдови про мову та ідентичність молдован
Мірча Снєгур, перший президент Молдови (1992—1996), дещо різнобічний прихильник спільної румуно-молдовської етнічної та мовної ідентичности:
«În suflet eram (și sunt) mai român decât mulți dintre învinuitori.»
«У своїй душі я був (і є) більш румун, ніж більшість моїх обвинувачів».
Міхай Гімпу, спікер парламенту Молдови та тимчасовий президент (2009—2010), рішучий прихильник спільної румуно-молдовської етнічної ідентичности:
«Dar ce am câștigat având la conducere oameni care știau că limba e română și că noi suntem români, dar au recunoscut acest adevăr doar după ce au plecat de la guvernare? Eu nu am venit să manipulez cetățenii, ci să le spun adevărul.»
«Що ми отримали, маючи лідерами людей, які знали, що мова румунська, а ми румуни, але визнали цю істину лише після того, як пішли з посади? Я прийшов не для того, щоб маніпулювати громадянами, а щоб сказати їм правду.»
Володимир Воронін, президент Молдови (2001—2009), противник спільної румуно-молдовської етнічної ідентичности, часом визнавав існування спільної мови:
«Limba moldovenească este de fapt mama limbii române. S-o numești română înseamnă să înșeli istoria și să-ți nedreptățești propria mamă.»
«Молдовська мова насправді є матір'ю румунської мови. Назвати її румунською — це зрадити історію і вчинити несправедливість щодо власної матері.»
«Vorbim aceeași limba, chiar dacă o numim diferit.»
«Ми говоримо однією мовою [в Румунії та Молдові], хоча називаємо її по-різному.»

### Відомі мовні суперечки
- 18 липня 2018 року мер міста Бельці Ніколай Григорісін не зміг поспілкуватися безпосередньо з послом Японії в Молдові Масанобу Йоші, який вільно володіє румунською. З'ясувалося, що це пов'язано з тим, що Григорісін не володіє мовою, а розмовляє лише російською.[45][46]
- Олена Хренова, депутат від Партії соціалістів Республіки Молдова, використовувала російську мову для дебатів і висловлення своєї думки в парламенті. Основною причиною цього Хренова назвала погане знання мови.

## Історія

### Молдавське князівство (1359—1812)

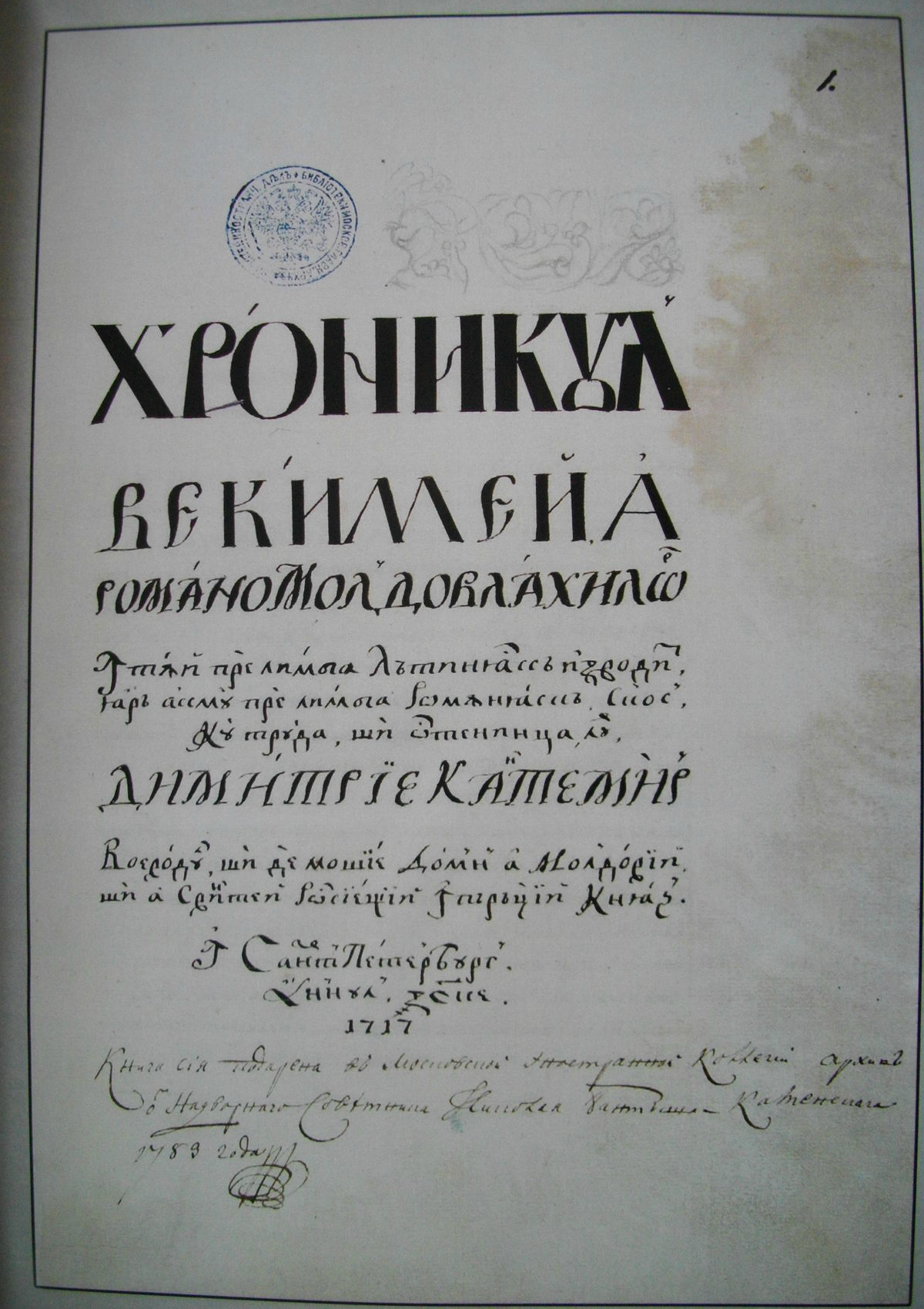
Хроніка довговічности Романо-Молдо-Влахілора (Хроніка довговічности Романо-Молдо-Влахірів). Автор молдавського князя Димитрія Кантеміра.

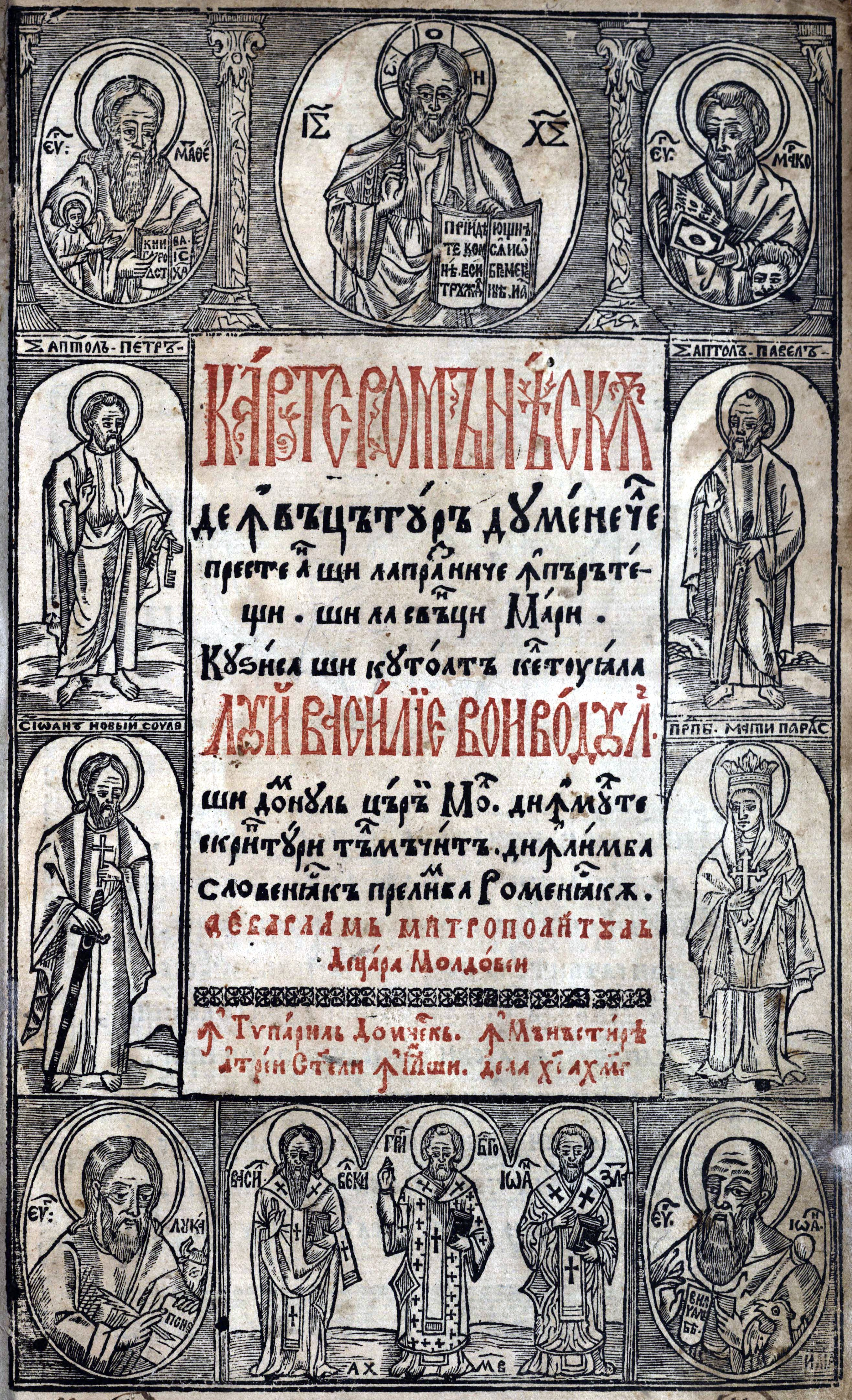
Румунська книга навчання. Написав митрополит Молдавський Варлаам Моц.

#### Молдавська ідентичність у середньовічних літописах
Літописи середньовічної Молдавії засвідчили імена, якими жителі Молдавії називали себе, а також спільну мову та походження молдаван, волохів та трансільванців. Перший важливий літописець Молдавії Григоре Урече (1590—1647) стверджує, що румуни Угорського королівства та молдавани мають одне походження, оскільки обидва «походять з Риму». Цей же автор називає мову свого твору «нашою молдавською мовою». Пізніше літописець Мирон Костін (1633—1691) у своїй «Про молдавський народ» писав, що «найдавніша і праведніша» назва народу, що населяє Молдову, Валахію та Трансільванію, — румуни, «тобто римський», і що це Ім'я збереглося від колонізацій імператора Траяна до цього дня, хоча частіше серед волохів і трансільванців. Він також зазначив, що, хоча жителі Молдови ідентифікують себе як «молдавські», вони називають свою мову «румунською». Подібну думку висловлював і його син, хроніст Ніколае Костін (1660—1712). Волоський літописець Костянтин Кантакузіно (1655—1716) пояснює, що під румунами він має на увазі румунів з Валахії, Трансільванії та Молдавії, оскільки всі вони говорять по суті. однією мовою і мають спільне походження. Проте він також стверджує, що на відміну від волохів і трансільванців, які ідентифікують себе як «румуни», населення Молдавії ідентифікує себе як «молдавани». Берліна написав історичну книгу «Hronicul vechimei a Romano-Moldo-Vlahilor» («Хроніка стародавности румуно-молдавсько-влахів»). У вступній частині він називає її «літописом усієї румунської землі» (Hronicon a toată Țara Românească), яка «згодом була розділена на Молдавію, Валахію та Трансільванію» (care apoi s-au împărțit în Moldova, Munteneiac Ardealăul) і згадує, що книга спочатку була написана латиною, а потім перекладена румунською (pre limba românească). Підтверджуючи, що жителі Молдови називають себе «молдаванами», він також стверджує, що «румунська мова» має використовуватися, коли йдеться про трансільванців, молдаван та волохів (carii cu toții cu un nume de obște români să chiamă).

#### Вибрані іноземні мандрівники про молдаван
Кілька іноземних мандрівників Молдавією з 16 століття відзначали, що місцеві жителі називали себе «румунами», а свою мову — «румунською». Згадують також про усвідомлення спільного римського походження серед жителів Молдавії та сусідніх Валахії та Трансільванії. Георг Райхерсторффер (1495—1554), трансільванський саксонець, був емісаром Фердинанда I Габсбурга у Валахії та Молдавії. Райхерсторффер подорожував у 1527 і 1535 роках Молдавським князівством і написав свої мандрівні спогади — Moldaviae quae olim Daciae pars, Chorographia (1541), а також Chorographia Transylvaniae (1550). Описуючи географію Молдавії, він знаходить, що «крім цієї назви її ще називають Валахією», а потім, кажучи про молдавський народ, він каже, що «римська [італійська] мова все ще існує в цьому народі… тож волохи [з Молдавії] є італійською нацією, як вони стверджують, від старих римлян». Веронський літописець і найманець Алессандро Гваньіні (1538—1614) двічі їздив по Молдавії і допоміг деспоту Воде (Іоан Якоб Гераклід) здобути престол у 1563 році. У своїй біографії князя «Vita despothi Principis Moldaviae» він описав народу Молдови: «Цей народ волохів називає себе романами і кажуть, що вони походять від вигнаних римлян Італії. Їхня мова є сумішшю латинської та італійської мов, так що італієць може легко зрозуміти волоха». Після візиту до Молдавії анонімний мандрівник, ймовірно, італійський єзуїт, написав у 1587 році опис народу і виявив, що «ці люди [молдавани] належать до грецької віри, вони доброзичливо ставляться до всього римського, можливо, через свою зіпсована мова з латинської, або за віру, яку вони мають про своє походження від римлян, як вони називають себе римлянами». Крім того, згідно з цими джерелами, сусіди-слов'яни називали молдаван «влахами» або «волохами», термін, який однаково використовувався для позначення всіх носія романської мови з Валахії, Трансільванії та Балканського півострова. Микола Олахус (1493—1568), видатний гуманіст, пише в Hungaria et Attila, що молдавани мають ту ж мову, обряди та релігію, що й волохи, і що єдиний спосіб відрізнити їх — це одяг. Він також згадує, що мова молдаван та інших влахів колись була римською (латиною), оскільки всі вони були колоніями Римської імперії.
Томас Торнтон (1762—1814) написав у 1807 році книгу про свої численні подорожі по Османській імперії і каже, що волоські та молдавські селяни називають себе «румуном, або римлянами», щоб відрізнятися від бояр (місцевих дворян), і що їх мова — зіпсована латинка.

#### Ранні твори місцевою мовою Молдови
Так само в 1643 році молдавський князь Василе Лупу спонсорував книгу проповідей, перекладену митрополитом Молдавським Варлаамом зі слов'янської на румунську (pre limba Romeniască) і під назвою Carte Românească de Învățătură (румунська книга навчання). У передмові князя Лупу сказано, що воно звернене до всієї румунської нації всюди (la toată semenția românească de pretutindeni). Книга, також відома як «Казанія Варлаама» (Гомілія Варлаама), була першою надрукованою в Молдавії, а велика кількість примірників розповсюдилася в сусідніх провінціях, населених румунською мовою. Крім того, як реакція на переклад у Трансільванії кальвіністського катехизису на румунську мову, митрополит Варлаам написав у 1645 році «Відповідь на кальвіністський катехизис» (Răspuns la Catehismul calvinesc), звернений до «улюблених християн і з нами одного румунського народу» з Трансільванія Василе Лупу спонсорував друк у 1646 році першого кодексу законів у Молдові під назвою «Румунська книга навчання» (Carte românească de învățătură de la pravilele împărătești și de la alte giudețe). Книга була натхненна візантійською традицією, і в 1652 році у Валахії з'явився практично ідентичний кодекс законів, автором якого був князь Матей Басараб.
Молдавський митрополит Дософей надрукував Божественну Літургію румунською мовою. У своїй «Передмові до румунської нації» Дософтей називає книгу подарунком румунській мові, перекладеної з грецької на румунську.
Пізніше, після анексії Бессарабії Російською імперією, релігійні книги, написані в регіоні, почали називати «молдавською». Так, у менологіумі, надрукованому в Кишиневі в 1819 р., зазначено, що він був перекладений зі слов'янської на молдавську (тълмъчиндуль де пре лимба Словенѣскъ пре чѣ Молдовенѣскъ), як і типограф 1821 р. (Сау тълмъчить Молдовенеще де пре чель Словенескь).

#### Думка дипломатів
Йосиф II, правитель Австрійської імперії, і Катерина II, імператриця Росії в 1762—1796 рр., були готові об'єднати Молдову і Валахію, які тоді перебували під суверенітетом Османської імперії, щоб створити незалежну буферну державу між Росією та Австрією. Запропонована незалежна держава під назвою Дакія містила б Молдавію, Бессарабію та Валахію, але Катерина хотіла, щоб вона була під впливом Росії, як це було представлено в так званому «Грецькому проєкті». Під час дебатів у британському парламенті 1793 р. пан Уайтбрід, говорячи про ініціативу Франції створити незалежну Бельгію від Австрії, згадує ініціативу Едмунда Берка щодо утворення незалежної держави від Османської імперії під назвою Коло Дунаю, що включає Валахію, Молдавію та Бессарабія. Крім того, у спогадах сера Джеймса Портера (1720—1786), британського дипломата, посла Великої Порти в Стамбулі з 1747 по 1762 рр., згадується, що в Османській імперії наступними за чисельністю слов'янами є румеляни або роми. до яких належать молдавани та волохи, які називають себе румурами.

### Бессарабія в складі Російської імперії (1812—1918)
У 1812 році східна частина Молдавського князівства, названа Бессарабією, що включає нинішню територію Республіки Молдова (крім Придністров'я), відійшла Османами до Російської імперії.
Ідея єдиної держави, яка включає всіх румунських мов із Трансільванії, Молдавії та Валахії, виникла не раніше 18 століття, оскільки була «чужою для духу епохи». Починаючи з 18 століття, з'явилася панрумунська національна ідея, натхненний німецьким і французьким романтичним націоналізмом. Молоді бояри з Молдавії та Валахії, які здобули освіту в західних університетах, повернулися додому з амбітними політичними цілями щодо модернізації своїх країн і прагнули здійснити ідеал єдиної румунської національної держави. Один важливий крок був досягнутий у 1859 році у сприятливому міжнародному контексті, коли Олександру Іоан Куза був загальним правителем автономних князівств Валахії та (західної) Молдавії. Новоутворена румунська держава поставила серед своїх першочергових завдань прищепити неписьменній сільській більшості почуття приналежности до спільної румунської нації через фінансовану державою загальноосвітню початкову школу. Романтичний історичний дискурс переосмислював історію як похід до єдиної держави. Важливими елементами національного проєкту були також створення стандартизованої румунської мови та орфографії, прийняття латинського алфавіту замість старої кирилиці. Хоча маси румунів у багатонаціональній Трансільванії все ще перебували під владою іноземних держав, завдяки взаємодії з етнічними групами та як реакція на статус політичної меншовартости та агресивну націоналістичну політику пізнішої угорської національної держави розвинулась румунська національна свідомість.
Такий розвиток подій не знайшов відображення в підконтрольній Росії Бессарабії. Русифікаційна політика режиму, більш успішна серед вищих верств суспільства, не мала істотного впливу на більшість сільських молдаван. Як зазначав тоді румунський політик Таке Йонеску, «румунських поміщиків русифікували шляхом кооптації, уряд дозволяв їм зберігати керівні позиції в управлінні провінцією, тоді як селянство було байдуже до національної проблеми: не було школи для денаціоналізації, і, хоча богослужіння в церкві проводилося російською мовою, насправді це мало значення» Крім того, як зазначала викладач Бухарестського університету Крістіна Петреску, Бессарабія пропустила «реформи, спрямовані на перетворення двох об'єднаних князівств [Валахія та Молдавії] у сучасну державу» Ірина Лівезеану стверджує, що, крім того, на початку XX століття селяни в усіх регіонах колишнього Молдавського князівства частіше ідентифікували себе як молдавани, ніж жителі міст.
У 1849 році Джордж Лонг пише, що Валахію і Молдавію розділяє лише політичний кордон і що їхня історія тісно пов'язана. Про останнього він каже, що в ньому проживають переважно волохи, які називають себе румунами. Етнолог Роберт Гордон Летам у 1854 р. пише, що ім'я, яким позначає себе волох, молдаван чи бессараб, є римським або румунським, ім'ям автор також користується романськими носіями Македонії. Так само в 1845 році німецькі брати Артур Шотт і Альберт Шотт (історик) пишуть на початку своєї книги — Walachische Mährchen (Волоські казки), — що волохи живуть у Валахії, Молдавії, Трансільванії, Угорщині, Македонії та Фессалії. Автори також згадують, що волохи відповідають Eo sum Romanu (я румун), коли їх запитують, хто вони.

### Бессарабія в складі Великої Румунії (1918—1940)
У 1918 році Сфатул Царій проголосував за союз Бессарабії з Королівством Румунія. На той час у Бессарабії вже була румунська армія. Американський історик Чарльз Апсон Кларк зазначає, що кілька бессарабських міністрів, Кодряну, Пеліван і Секара, а також російський головнокомандувач Щербачов просили її втручання для підтримки порядку. Він також згадує, що після приходу румунської армії «всі класи Бессарабії, крім російських революціонерів, зітхнули з полегшенням». Однак він додає, що на початку втручання «викликало велике обурення серед тих, хто все ще тримався надії на Бессарабську державу в межах Російської Федеративної Республіки», таких як Іон Інкулец, президент Сфатул Царі та прем'єр-міністр Пантелімон Ерхан. який спочатку вимагав негайного виведення румунських військ, щоб уникнути громадянської війни. Однак пізніше Інкулец привітав румунського генерала Ернеста Броштяну, який відповідав за інтервенцію, на офіційному прийомі в Сфатул-Царі.
Враховуючи складні обставини, деякі вчені, такі як Крістіна Петреску та американський історик Чарльз Кінг, вважали суперечливим голосування Бессарабії на користь союзу з Румунією. Навпаки, історик Сорін Александреску вважає, що присутність румунської армії «не викликала об'єднання, […] а лише зміцнила його». Так само Бернард Ньюман, який подорожував на велосипеді по всій Великій Румунії, стверджував, що немає жодних сумнівів, що голосування представляло переважне бажання в Бессарабії і що події, що призвели до об'єднання, свідчать про те, що мова не йшла про «захоплення», але добровільний вчинок свого народу.
Цитуючи Еммануеля де Мартона, історик Ірина Лівезеану згадує, що приблизно за часів унії бессарабські селяни «ще називали себе молдаванами». Вона додає пояснення Йона Ністора з 1915 року щодо подібного раніше явища на Буковині під владою Австрії, де селяни називали себе молдаванами, але "під впливом [румунської] літературної мови термін «молдовський» потім був замінений на «румунський» ", тоді як «в Бессарабію цей вплив ще не проник»
Після об'єднання в кількох французьких та румунських військових звітах того періоду згадувалося про стриманість або ворожість бессарабських етнічних меншин, інколи разом із молдаванами, до нової румунської адміністрації. Лівезеану також зазначає, що на початку молдавська міська еліта, яка отримала освіту під російським правлінням, розмовляла переважно російською мовою і зневажала Румунію як «нецивілізовану» та культуру її еліти, про яку вона знала дуже мало.
Частково через відносну нерозвиненість у порівнянні з іншими регіонами Великої Румунії, а також через низьку компетентність і корумпованість частини нової румунської адміністрації в цій провінції, процес «перетворення бессарабських селян на румунів» був менш успішним, ніж в інших регіонах. регіонах і незабаром мала бути зруйнована радянською окупацією. Крістіна Петреску вважає, що перехід від царського типу місцевої адміністрації до централізованої румунської адміністрації відчужив багатьох молдаван, і багато з них відчували, що вони швидше зайняті, ніж об'єднані зі «своїми нібито братами». На основі розповідей групи бессарабців із сіл Бельського повіту, які, зокрема, вирішили переїхати до Румунії, а не жити під радянським режимом, Крістіна Петреску припускає, що Бессарабія, здається, є єдиним регіоном Великої Румунії, де центральній владі не вдалося «інтегрувати власну етніку», більшість з яких «навіть не почали вважати себе частиною румунської нації, виходячи за межі своєї прихильности до регіональних та місцевих зв'язків».

### Бессарабія в складі Радянського Союзу (1940—1991)
У 1940 році Бессарабія разом з Північною Буковиною була включена до складу СРСР після ультиматуму румунському уряду. Радянська влада зробила кілька кроків, щоб підкреслити відмінність між молдованами та румунами, іноді використовуючи фізичну ліквідацію панрумунських прихильників, яких вважали «ворогами народу». Вони були репресовані НКВС і КДБ за «буржуазний націоналізм». Радянська пропаганда також прагнула забезпечити окремий статус різновидам румунської мови, якою розмовляли в СРСР. Таким чином, він нав'язував використання кирилиці, що походить від російського алфавіту, і пропагував виняткове використання назви «молдовська мова», забороняючи використання назви «румунська мова». Жорстка антирумунська радянська політика наклала слід на ідентичність молдаван.
Було кілька запитів повернутися до латинського алфавіту, який в Молдавській РСР вважався «більш придатним для романського ядра мови». У 1965 році вимоги 3-го з'їзду письменників Радянської Молдавії були відхилені керівництвом Комуністичної партії, а заміна була визнана «суперечною інтересам молдавського народу і не відображала його прагнень і сподівань».
Хоча був визнаний офіційним алфавітом Молдавської Радянської Соціалістичної Республіки, все почало змінюватися в 1988 і 1989 роках, коли Радянський Союз почав розпадатися. 27 серпня 1989 року Народний Фронт Молдови (НФМ) організував у Кишиневі масову демонстрацію, яка стала відома як Великі національні збори, яка тиснула на владу Молдавської Радянської Соціалістичної Республіки з метою ухвалення закону про мову 31 серпня 1989 року. яка проголосила молдавську мову, написану латинським шрифтом, державною мовою МРСР. Також було встановлено його тотожність румунській мові. Відтоді 31 серпня відзначається День національної мови. Наразі молдовська кирилиця все ще залишається офіційною та єдиною прийнятою для цієї мови у самопроголошеній Придністровській Молдавській Республіці, яка підтримується Російською Федерацією.